# Csukás István
Csukás István (Kisújszállás, 1936. április 2. – Budapest, 2020. február 24.) a Nemzet Művésze címmel kitüntetett Kossuth- és kétszeres József Attila-díjas magyar költő, író, ifjúsági szerző, a Digitális Irodalmi Akadémia tagja.

## Élete
Apja nehéz sorsú kovácsmester volt. Szülővárosában járta ki az elemi iskolát. A háború után – egy zenetanár biztatására, édesapja ellenzése ellenére, de édesanyja közbenjárására – jelentkezett az akkor alakult békéstarhosi zeneiskolába, ahol hegedűsnek készült. Itt érettségizett. Bár jól érezte magát a zeneiskolában, később mégis fellázadt a zene ellen, hiszen noha felvételi nélkül felvették volna a Zeneakadémiára, mégis a jogi egyetemre jelentkezett, majd egy idő után átment a bölcsészkarra, de – 1956 után – bölcsésztanulmányait sem fejezte be.
Egészen más a zenei hallás és a verszenei hallás…
.
Életében a döntő fordulatot az hozta, amikor a Magyar Rádió egy diákköltők részére meghirdetett pályázatára az egyik barátja beküldte néhány versét, és azokkal első díjat nyert. Tizenhét éves korában már költő akart lenni. Eleinte csak felnőtteknek írt. Törzshelye lett a Hungária kávéház, és ekkoriban jelentek meg első versei. Ettől kezdve írásaiból, irodalmi segédmunkákból élt. Vezetője volt és egyike azoknak – többek között Antal Imre, Szokolay Sándor és Kazimir Károly mellett –, akik 1960-ban megalakították a Fiatal Művészek Klubját (az Andrássy út 112. szám alatt), ami annak ellenére a hazai művészellenállás központjává tudott válni, hogy működését szigorúan ellenőrizték. Dolgozott a Magyar Népköztársaság Művészeti Alapjánál, egy rövid ideig a Munkaügyi minisztérium belső lapjánál, majd később a Néphadsereg című lapnál volt két évig újságíró. Ekkor találkozott Fülöp János íróval, aki a tévé gyerekosztályán dolgozott és „cserét” ajánlott. Így lett 1968-tól 1971-ig a Magyar Televíziónál előbb dramaturg, majd – „lefokozva” – egy akkor indított gyerekhíradó, a Hétmérföldes kamera országjáró munkatársa. Az 1960-as évek közepén Kormos István „csábítására” – akinek később az íróasztalát is megörökölte a Móra Könyvkiadóban – állt rá, hogy gyerekeknek írjon, amihez szinte előjelnek érezte azt, hogy egy napon született Hans Christian Andersennel. 1978-tól 1985-ig volt a Móra Ferenc Ifjúsági Könyvkiadó főszerkesztője, utána szabadfoglalkozású író.

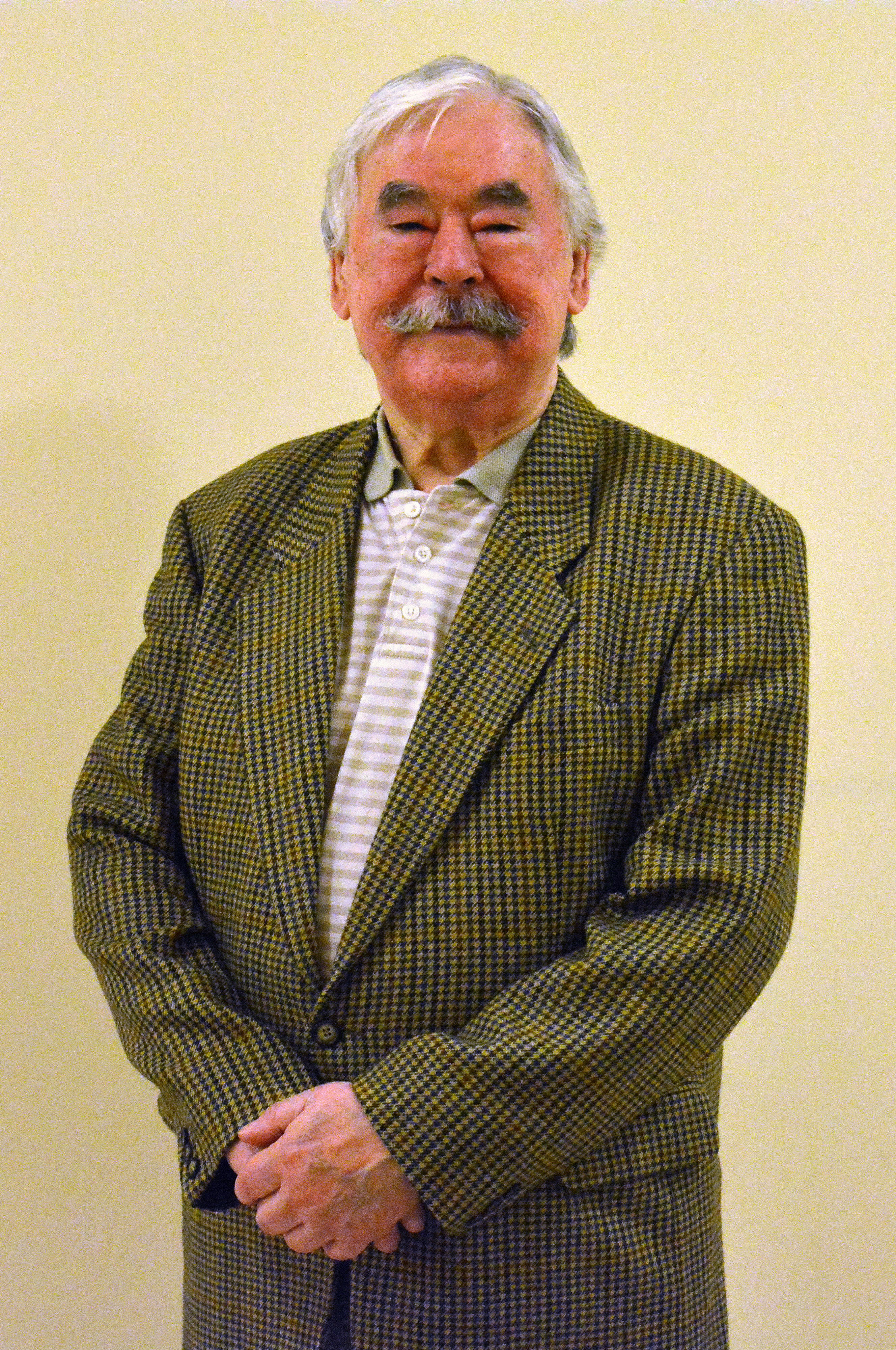
2016 májusában

Csukásnak verseskötetei mellett egyre-másra jelentek meg gyermekregényei, mesekönyvei, verses meséi: közel száz kötete jelent meg itthon és külföldön. Olyan halhatatlan mesefigurákat teremtett meg az elmúlt negyven évben, mint például Mirr-Murr, Pom Pom, vagy Süsü, a sárkány. Ezeket a figurákat a gyerekek főként rajz- és bábfilmekből ismerhették meg, több ifjúsági regényéből pedig sikeres tévéfilm készült. 1975-ben a hollywoodi X. televíziós fesztiválon a Keménykalap és krumpliorr című játékfilm megkapta a fesztivál nagydíját és Az Év Legjobb Gyermekfilmje címet is.
2013. szeptember végén avatták a Keménykalap és krumpliorr című ifjúsági regényében szereplő valós személy, Bagaméri Mihály kisújszállási fagylaltárus bronzszobrát. 2014-ben Szökevény csillagok címmel egy gyermekoperán dolgozott Nagy Imre szegedi zeneszerzővel, illetve már harmadszorra szerepelt az októberben nyilvánosságra hozott, Astrid Lindgren-emlékdíjra jelölt alkotók nemzetközi listáján.
2015-ben, a magyar dráma napján Szép Ernő-különdíjat kapott a fiatal nemzedékek színpadi mítoszainak megteremtéséért.
Csukás István 83 éves korában hunyt el. Halála napjának estéjén a közmédia műsorváltozással tisztelgett az író előtt, hozzá köthető meséket, filmeket, portréműsorokat vetítettek. 2020. március 7-én, szombaton a budapesti Farkasréti temető művészparcellájában helyezték örök nyugalomra.

### Róla nevezték el
- Csukás István Nevelési és Oktatási Gyermekközpont, általános iskola Teskánd (2007-től)[14]
- Csukás Színház, Balatonszárszó (2011-től)[15]
- Csukás István-díj, Pesti Magyar Színház (2014-től) – meghívásos pályázat, amelynek Csukás István a kuratóriumi elnöke volt.[16]
- Csukás-módszer 2023-tól Ráckevéről – Dr. Czerny Róbert Károly környezet- és gyermekvédelmi oktatási módszere (Szabad Föld, 2023. július 28., 79. évf. 30. sz., 12. oldal – Borzák Tibor írása; Klubrádió – Rózsa Péter interjúja, 2023. augusztus 23.)[17][18]
- „Csukás István bolygója” homokanimáció (Cakó Ferenc munkája)[19]

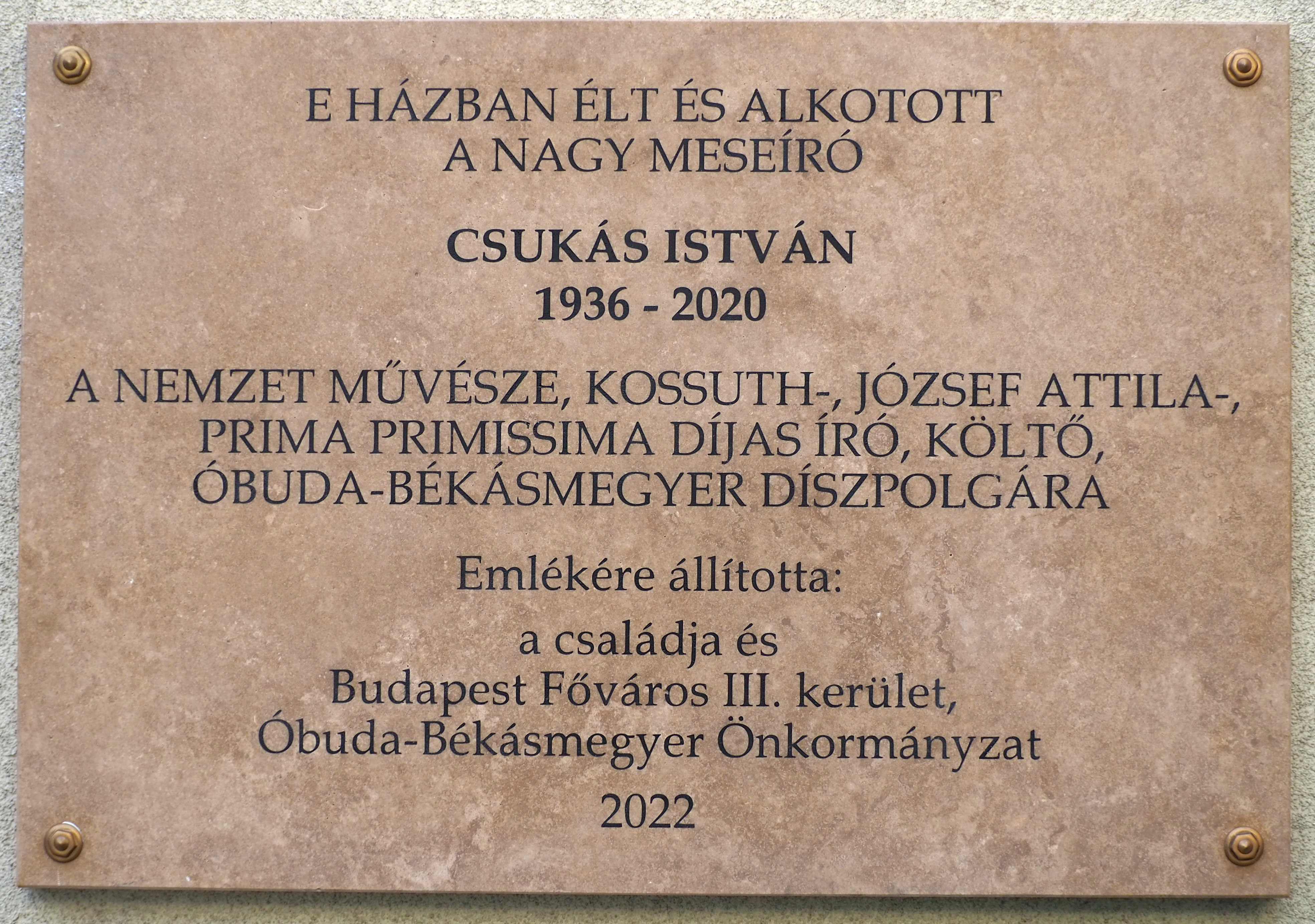
Csukás István emléktáblája egykori lakhelyén (Budapest III. ker., Szépvölgyi út 67.)

- Balatonszárszó egyik új utcáját.[20]
- Csukás Meserádió

## Művei
- Elmondani adj erőt! Versek; Szépirodalmi, Bp., 1962
- Előszó a szerelemhez. Versek; Szépirodalmi, Bp., 1965
- Egy szürke kiscsacsi. Meseregény; Móra, Bp., 1967
- Erdőben jártam; vers Csukás István, rajz Csergezán Pál; Móra, Bp., 1968
- Koromcsillag; Szépirodalmi, Bp., 1968
- Mirr-Murr, a kandúr; Móra, Bp., 1969 (meseregény)
- Pintyőke cirkusz, világszám! (meseregény, 1971)
- Keménykalap és krumpliorr (ifjúsági regény, 1973)
- A téli tücsök meséi (meseregény, 1974)
- Ima a vadevezősökért (versek, 1975)
- Síppal, dobbal; szöveg Csukás István, rajz Réber László; Móra, Bp., 1974 (Bölcs bagoly)
- Egy kiscsacsi története. Mirr-Murr kalandjaiból; bábfigurák Foky Ottó; Móra, Bp., 1975
- Nyár a szigeten (ifjúsági regény, 1975)
- Vakáció a halott utcában (ifjúsági regény, 1976)
- Oriza-Triznyák. Mirr-Murr kalandjaiból; bábfotók Foky Ottó; Móra, Bp., 1977
- A felidézett toronyszoba (válogatott versek, 1977)
- Itt a kezem, nem disznóláb!; szöveg Csukás István, rajz Hegedűs István; Móra, Bp., 1977 (Bölcs bagoly)
- Hogyan fogtam el Settenkedő Tódort? (meseregény, 1978)
- Utazás a szempillám mögött; Móra, Bp., 1978 (gyermekregény, 1978; színdarab, 1987)
- Szegény Gombóc Artúr (1979)
- A radírpók (1979)
- Süsü, a sárkány (meseregény, 1980)
- Festéktüsszentő Hapci Benő (1980)
- Az üres papír elégiája (versek, 1980)
- Az én játékoskönyvem; Móra, Bp., 1980
- Hogyan lettem filmszínész? (meseregény, 1981)
- A bátor Tintanyúl (1981)
- Madárvédő Golyókapkodó (1982)
- Mintha átvágnánk Tahitin (versek, 1982)
- Csicsóka és a moszkítók (ifjúsági regény, 1982)
- A civakodó cipőikrek (1983)
- Süsü újabb kalandjai (1983)
- Gyalogcsillag (színdarab, 1983)
- Oriza-Triznyák (meseregény, 1984)
- A Legkisebb Ugrifüles a városban; Csukás István és Foky Ottó bábfilmje alapján készítette Cakó Ferenc; Pannónia Filmstúdió, Bp., 1985
- Orr-beszámoló a Szépvölgyi út 67-től a Kolosy térig (versek, 1985)
- Csukás István–Oroszlán László: Pom Pom főz. Szakácskönyv gyerekeknek; ill. Sajdik Ferenc; Pannónia Filmstúdió, Bp., 1985
- Sebaj Tóbiás történetek; Cakó Ferenc Pannónia Filmstúdióban készült gyurmafilmjei alapján; IPV, Bp., 1985–1988
- A Nagy Ho-ho-ho-horgász (meseregény, 1985)
- Óriástüdejű levegőfújó (1985)
- A legkisebb Ugrifüles (meseregény, 1985)
- Mint az ejtőernyősök (összegyűjtött versek, 1986)
- Űrhajó az Orrbolygóról (gyermekregény, 1986)
- A mű-Süsü / A bűvös virág (meseregény, 1986)
- Csukás István–Oroszlán László: Pom Pom meghív uzsonnára. Szakácskönyv gyerekeknek; ill. Sajdik Ferenc; Pannónia Filmstúdió, Bp., 1986
- Ugrifüles, az illemtanár; ill. Cakó Ferenc; Pannónia Filmstúdió, Bp., 1986
- Makk Marci; rajz. Foky Ottó; IPV, Bp., 1986
- Ágacska. Három színdarab / Gyalogcsillag / Utazás a szempillám mögött; Móra, Bp., 1987 (zeneszerző: Darvas Ferenc)
- Süsü csapdába esik / Süsü és a Sárkánylány (meseregény, 1987)
- A lesből támadó ruhaszárítókötél (1987)
- Kelekótya kandúrok (meseregény, 1987)
- A Nagy Ho-ho-ho-horgászverseny (meseregény, 1987)
- Órarugógerincű Felpattanó (1987)
- Hapci-rakéta a Hókuszpókusz-szigetekre (meseregény, 1987)
- Magányos szamovár (meseregény, 1988)
- Kutyánszky Kázmér a versíró kutya (színdarab, 1988)
- Csalikukac csavarog; szöveg Csukás István, rajz Sajdik Ferenc, Füzesi Zsuzsa; Pannónia Film Vállalat, Bp., 1988
- A nagy fofoforgószél; ill. Sajdik Ferenc; Polygon, Bp., 1988
- A Nagy Ho-ho-ho-horgász télen; ill. Sajdik Ferenc; MTV–Officina Nova, Bp., 1989
- Vakkancs szétnéz Budapesten (meseregény, 1989)
- Metszet az Időből, Szárszó, nyár (versek, 1989)
- Tappancs játszani szeretne; ill. Nemo; Juventus, Ege, 1989
- Cillancs felfedezi a világot (meseregény, 1989)
- Brum Brum Brúnó (meseregény, 1989)
- A kelekótya kiskakas (meseregény, 1990)
- Kalandozás Betűországban (meseregény, 1990)
- Mesélj, Münchhausen (színdarab, 1991)
- Süsü, a sárkány; fotó Zich Zsolt; 3. átdolg. kiad.; Századvég, Bp., 1993
- Bohóc az egész család (színdarab, 1994)
- Étellift a pokolba (versek, 1995)
- Összegyűjtött versek (összegyűjtött versek, 1996)
- Költők éhkoppon (összegyűjtött prózai írások, 1996)
- Sün Balázs (gyermekversek, 1997)
- Süni és barátai; Gesta, Bp., 1997
- Az én játékoskönyvem; 2. átdolg. kiad.; Korona, Bp., 1998
- Mirr-Murr nyomoz Budapesten (meseregény, 1998)
- Süsüke, a sárkánygyerek (meseregény, 1998)
- A sörözés vége – próbaakasztás két év múlva; in: A Magyar Dráma Napja a József Attila Színházban, 1998. szeptember 21.; Filum, Bp., 1998
- Pom Pom összes meséi (meseregény, 1999)
- A Nagy Ho-ho-ho-horgász télen (meseregény, 1999)
- Süsüke újabb kalandjai (meseregény, 2000)
- Csukás István nagy meséskönyve; rajz Füzesi Zsuzsa; Gesta, Bp., 2001
- A házőrző macska (2002)
- Tükörbohócok (meseregény, 2002)
- A versíró kutya (2003)
- Töf-töf elefánt (meseregény, 2004)
- Pom Pom meséi; ill. Sajdik Ferenc; 2. jav. kiad.; Gesta, Bp., 2004
- Pom Pom újabb meséi; ill. Sajdik Ferenc; Gesta, Bp., 2005
- Mirr-Murr, Oriza Triznyák és a többiek (meseregény, 2005)
- Aszpirin és Lucifer (meseregény, 2007)
- Ló az iskolában (2007)
- De szép az erdő (2007)
- Vidám állatkert (2007)
- Te mire gondolsz közben? Szerelmes versek; Gesta, Bp., 2008
- Ágacska; ill. Füzesi Zsuzsa; Gesta, Bp., 2008 (meseregény)
- A Nagy Ho-Ho-Ho-horgász kórházban (meseregény, 2009)
- A Nagy Ho-Ho-Ho-horgász nyáron (meseregény, 2010)
- Mi az adu? (Prózai írások, Könyvmolyképző Kiadó, 2011)
- Berosált a rezesbanda (ifjúsági regény, 2013)
- Csak a derű óráit számolom. Csukás István költővel beszélget Simon Erika; Kairosz, Bp., 2013 (Magyarnak lenni)
- Összegyűjtött versek; Könyvmolyképző, Szeged, 2015
- Évszakom a szerelem; Könyvmolyképző, Szeged, 2016 + CD
- Keménykalap és krumpliorr; ill. Hegedüs István; 8. jav. kiad.; Könyvmolyképző, Szeged, 2013 (Jonatán könyvmolyképző)
- A város meghódítása; Óbuda-Békásmegyer Önkormányzat, Bp., 2018 (Óbuda könyvek)
- Álmomban otthon jártam. Írások a szülőföldről; Önkormányzat, Kisújszállás, 2019
- Kalandra fel!; szöveg Csukás István és társai, ill. Szimonidesz Hajnalka; Könyvmolyképző, Szeged, 2019 (Olvasó szuperhős)
- Diótörőcske. Mesejáték; Móra, Bp., 2021

## Filmjei
- Csicsóka és a moszkítók (1971) (író) (r.: Katkics Ilona)
- Kiscsacsi kalandjai (1972) (író)
- Mirr-Murr kandúr kalandjai (1973–1975) (író)
- A labda (1974) (forgatókönyvíró)
- Le a cipővel! (1975) (forgatókönyvíró)
- A legkisebb ugrifüles (1976–1977) (író)
- Süsü, a sárkány kalandjai (1976–1984) (író)
- Plutó és Puck (1978) (forgatókönyvíró)
- Keménykalap és krumpliorr (1978) (író)
- Pom Pom meséi (1978–1981) (író)
- Vakáció a halott utcában (1979) (író)
- A nagy ho-ho-horgász (1982–1988) (forgatókönyvíró)
- Sebaj Tóbiás (1983–1985) (forgatókönyvíró)
- Kutyánszky Kázmér, a versíró kutya (1987) (író)
- Csicsóka és a Moszkítók (1988) (író) (r.: Mamcserov Frigyes)
- Mese a motorunkról (1989) (író)
- Töf-töf elefánt (1991–1994) (forgatókönyvíró)
- Süni és barátai (1995)
- Filléres irodalom (1996) (operatőr)
- Süsüke, a sárkánygyerek (2001) (író, producer)
- Nem hunyhat ki a láng (2009) (szereplő)
- Berosált a rezesbanda (2012) (író)

## Díjai
- Az év legjobb gyermekfilmje hollywoodi nagydíja (1977)
- József Attila-díj (1977, 1987)
- Állami Ifjúsági Díj (1978, 1982)[21]
- A Művészeti Alap irodalmi díja (1984)
- Andersen-díj (1984)[22]
- Az Év Könyve jutalom (1986,)
- gyermek- és ifjúsági irodalom kategória a Keménykalap és krumpliorrért)
- Déry Tibor-díj (1989, 1995)
- MSZOSZ-díj (1990)
- SZOT-díj (1990)
- A Magyar Alkotóművészek Országos Egyesületének Életműdíja (1996)
- Tekintet-díj (1997)
- Kossuth-díj (1999)
- Győri Könyvszalon alkotói díj (2005)[23]
- Kisújszállás díszpolgára (2006)[24]
- Budapest díszpolgára (2011)
- Prima Primissima díj (2011)
- Óbuda-Békásmegyer díszpolgára (2013)
- Magyar Írószövetség örökös tagja (2015)[25]
- Szép Ernő-különdíj (2015)
- A Magyar Érdemrend középkeresztje (2016)[26]
- Magyar Örökség díj (2016)[27]
- A Nemzet Művésze (2017)[28]
- Lukács Mózes Emlékdíj (2019) A példaértékű magyar élet díja (Csillaghíd Alapítvány)

## Emlékezete
- 2020. július 25. óta mellszobra áll Balatonszárszón – amely községre második otthonaként tekintett, és ahol, több más település mellett díszpolgári címet is viselt –, a Csukás Színház (Jókai utca 2.) bejárata előtt.[29]
- Óbuda-Békásmegyer Önkormányzata 2022. április 2-án emléktáblát helyezett el díszpolgára egykori lakhelyénél, a III. kerület, Szépvölgyi út 67. számú ház falán.[30]
- Ugyancsak mellszobra áll – alatta Süsü szobrával – a Zala vármegyei Teskándon, a Teskándi Csukás István Általános Iskola előtt. A szobrot közadakozásból állították az iskola alapításának 30. évfordulójára, bár az eredetileg tervezett, 2020 szeptemberi időpont helyett, a koronavírus-világjárvány miatt csak 2021. májusában adták át a Szabolcs Péter szobrászművész által készített művet.[31]